# Clemens Brentano
Clemens Wenzeslaus Brentano de La Roche (Ehrenbreitstein, Coblença, 9 de setembro de 1778 — Aschaffenburg, 28 de julho de 1842) foi um poeta e romancista alemão.
Sua irmã Bettina von Arnim era correspondente de Goethe. Seu pai era descendente de italianos da Lombardia.

## Poemas
- Eingang
- Frühlingsschrei eines Knechtes
- Abendständchen
- Lore Lay
- Auf dem Rhein
- Wiegenlied
- An Sophie Mereau
- Ich wollt ein Sträusslein binden
- Der Spinnerin Lied
- Aus einem kranken Herzen
- Hast du nicht mein Glück gesehen?
- Frühes Lied
- Schwanenlied
- Nachklänge Beethovenscher Musik
- Romanzen vom Rosenkranz
- Einsam will ich untergehn
- Rückblick

## Obras religiosas
- Die Barmherzigen Schwestern in Bezug auf Armen- und Krankenpflege (Cuidado dos Pobres e Doentes pelas Irmãs da Misericórdia) (1831) (Nova edição editada por Renate Moering)
- Lehrjahre Jesu (Os Anos Formativos de Jesus) (1822) Parte I e II (Editado por Jürg Mathes); Edição de 1983 por W. Kohlhammer, Berlim – ISBN 3-17-008658-8
- Das bittere Leiden unsers Herrn Jesu Christi[2] (A Dolorosa Paixão de Nosso Senhor Jesus Cristo)[3] (1858-1860 em uma edição retrabalhada por Karl Erhard Schmoeger; primeira edição autêntica 1983, Nova edição por Bernhard Gajek e Irmengard Schmidbauer) ISBN 3-17-012652-0, ISBN 3-17-004917-8
- Das Leben der heil. Jungfrau Maria (A Vida da Santa Virgem Maria) (1852, póstuma) ISBN 3-557-91005-9, ISBN 978-3-557-91005-3, ISBN 3-7171-0961-8, ISBN 978-3-7171-0961-7
- Biographie der Anna Katharina Emmerick (Biografia de Anna Katharina Emmerich) (inacabada, 1867-1870 na edição de Schmoeger; primeira edição autêntica 1981)
- Tagebuchaufzeichnungen: Geheimnisse des Alten und des Neuen Bundes: Aus den Tagebüchern des Clemens Brentano (Notas de um Diário: Segredos do Antigo e Novo Testamentos dos Diários de Clemens Brentano) ISBN 3-7171-0962-6, ISBN 978-3-7171-0962-4